# 聖地牙哥·岡薩雷斯·波蒂略
圣地亚哥·冈萨雷斯·波蒂略（西班牙語：Santiago González Portillo，1818年—1887年），萨尔瓦多总统（1871年4月15日－1876年2月1日）。他是一名军官和一名自由党成员，1871年他领导的革命推翻保守党政府，修改宪法。